# インカンテーション
インカンテーション（欧字名:Incantation、2010年3月24日 - ）は、日本の競走馬・種牡馬。主な勝ち鞍は2013年のレパードステークス、2014年のみやこステークス、2015年の平安ステークス、2017年のマーチステークス、白山大賞典、武蔵野ステークス。
馬名の意味は「呪文、呪術。父名より連想」。

## 経歴

### デビューまで
2010年3月24日、北海道浦河町の谷川牧場で誕生した。同牧場で生産から中期育成・後期育成が施され、斜面の放牧地を使い始めた世代である。牧場では動きの良さが目立ち、真面目に走っていたことから調教進度の早いグループの一頭だった。デビュー前から羽月友彦の評価も高かったという。

### 2歳（2012年）
2012年7月14日、中京競馬場芝1400mのメイクデビュー戦でデビューしたが最下位の15着に終わった。2戦挟んでダートの未勝利戦に出走し初勝利を飾った。

### 3歳（2013年）
2戦挟んで出走した沈丁花賞では2着馬に5馬身差を付ける逃げ切り勝ちを決めた。レース後、騎乗した大野拓弥は新潟遠征の時は乗せて欲しい旨を願い出た。伏竜ステークスで敗れ3ヶ月の間隔を開けて出走した御嶽特別は出遅れて3着だったが、続く濃尾特別は勝利。レース後、騎乗していた藤岡康太は上述の大野と同様に新潟に行くなら乗りに行く旨を伝えた。
新潟競馬場でのレパードステークスでは先約の大野が騎乗し、1番人気に応え勝利。重賞初制覇を果たした。大野によると最後はカメラマンを物見する余裕があったという。管理する羽月も「安心して見ていられた」と語った。1戦挟んで出走したみやこステークスは追い込み届かずハナ差の2着に敗れたが、大野は「力を付けている」と語り、羽月も「まだまだ強くなる」と語った。初のGI挑戦となったジャパンカップダートは14着に敗れた。

### 4歳（2014年）
年明け初戦はマーチステークスを予定していたが、腰を痛めたため登録を見送った。約8か月の休み明けとなったエルムステークスは3着。その後はオープン特別を連勝し、みやこステークスへ出走。後方から最後の直線で他馬をかわして優勝、重賞2勝目を挙げた。続くチャンピオンズカップは落鉄もあり10着に敗れる。

### 5歳（2015年）
5歳初戦、東海ステークスは再度落鉄したが
、後方から脚を伸ばし3着に入る。次走、フェブラリーステークスは内田博幸に乗り替わる。レースは好位から競馬をし、前を行くコパノリッキーは交わせなかったものの2着に踏ん張る。3か月の休養後、引き続き内田が騎乗した平安ステークスは最内枠から先手を取り、2着クリノスターオーに1馬身3/4差をつけ逃げ切り勝ち。重賞3勝目を挙げる。その後は帝王賞に向け調整されていたが、左後肢第１指骨の骨折が判明。長期休養に入る。

### 6歳（2016年）
8か月の休養を経て東海ステークスで復帰、12頭立ての11着と惨敗。その後はフェブラリーステークスを目指していたが今度は左腸骨骨折を骨折。再び長期休養に入る。10か月ぶりの実戦となったみやこステークスは藤岡康太と久々にコンビを組むが8着に敗れる。

### 7歳（2017年）
復帰2戦目、7歳初戦となった東海ステークスは12着。前年出走出来なかったフェブラリーステークスは13着と惨敗。次走、マーチステークスは勝浦正樹が騎乗、10番人気低評価だったが、好位から抜け出し、1年10ヶ月ぶりの勝利。重賞4勝目を挙げた。続くかしわ記念は岩田康誠に乗り替わる。勝ったコパノリッキーには2馬身離されたが、逃げたモーニンをクビ差捕らえ2着に入る。夏は休養に充て5か月ぶりとなった白山大賞典は逃げるクリノスターオーを2番手でマーク。2周目3コーナーで先頭に並びかけると、そのまま押し切り2馬身半差の完勝。次走、武蔵野ステークスは三浦皇成が初騎乗、早めに2番手に上がるとゴール前200メートル付近で先頭に立ち、追い上げたサンライズソアを半馬身差で退け、重賞6勝目を飾った。なお、三浦とは引退までコンビを組むことになる。続く東京大賞典は3番手から競馬をするも7着に敗れた。

### 8歳（2018年）
8歳になっても現役を続け、フェブラリーステークスは勝ったノンコノユメにクビ+クビ差の3着と健闘。かしわ記念は1番人気に推されるが、ゴールドドリーム、オールブラッシュに次ぐ3着に終わる。次走、プロキオンステークスは後方から追い込むもマテラスカイにレコードで逃げ切られ4馬身離された2着。休み明け、武蔵野ステークスは6着に敗れ、チャンピオンズカップで13着に惨敗の後、左前脚のけいじん帯炎を発症したため現役を引退した。12月19日付で競走馬登録を抹消、引退した。

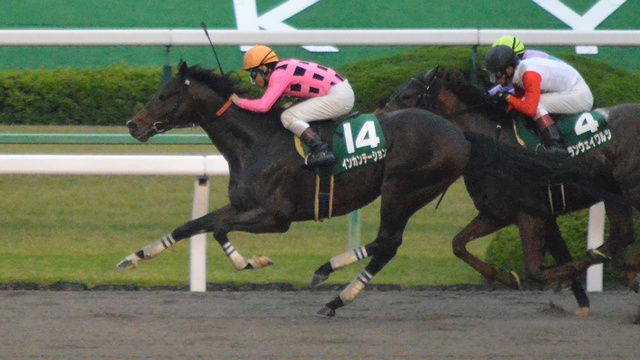
2014年みやこS
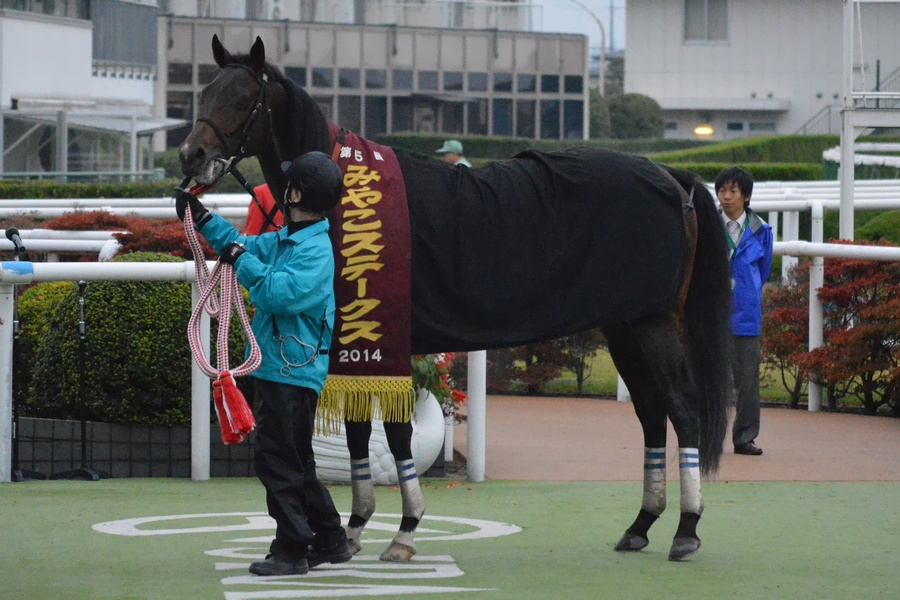
2014年みやこS
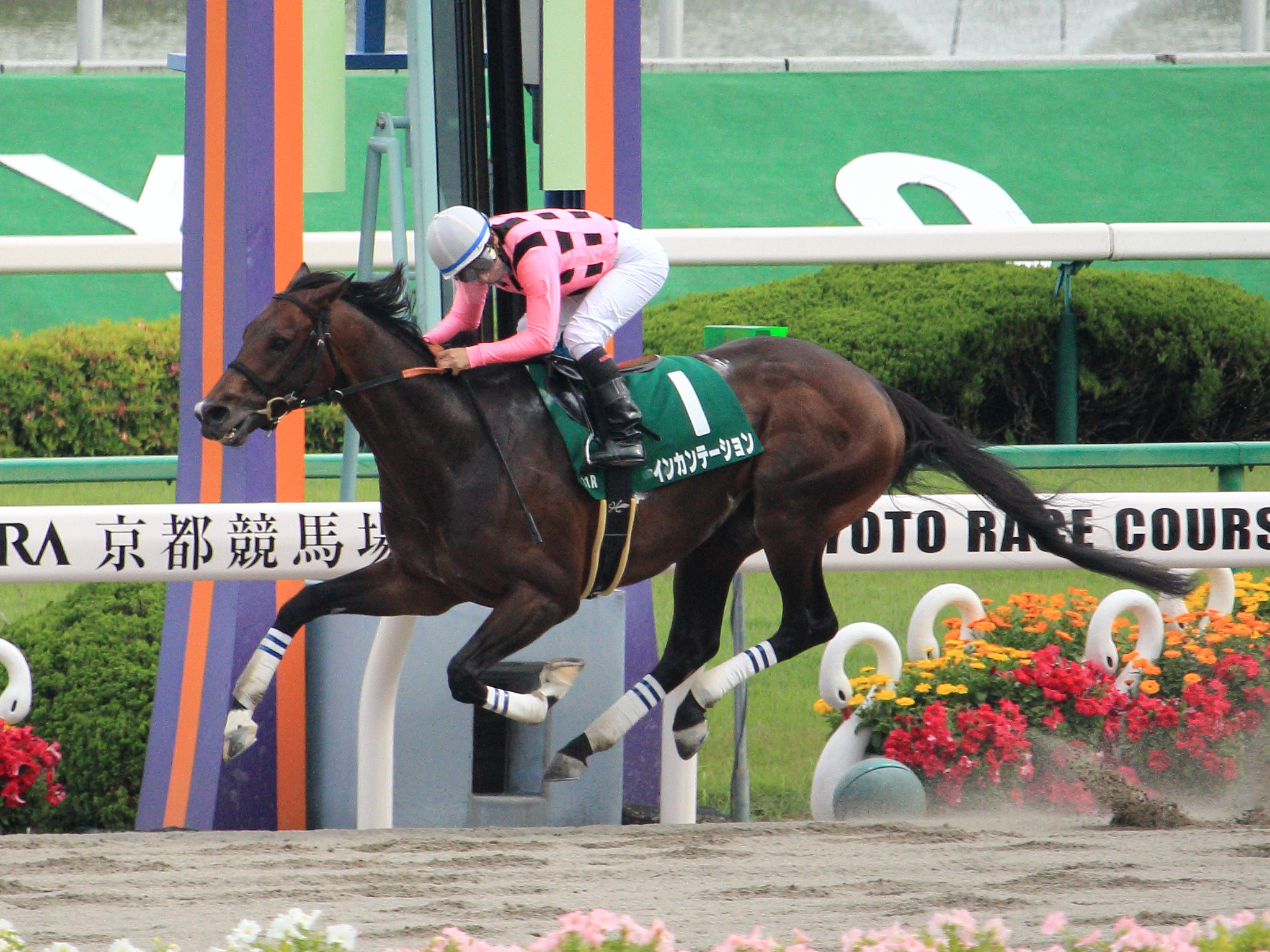
2015年平安S
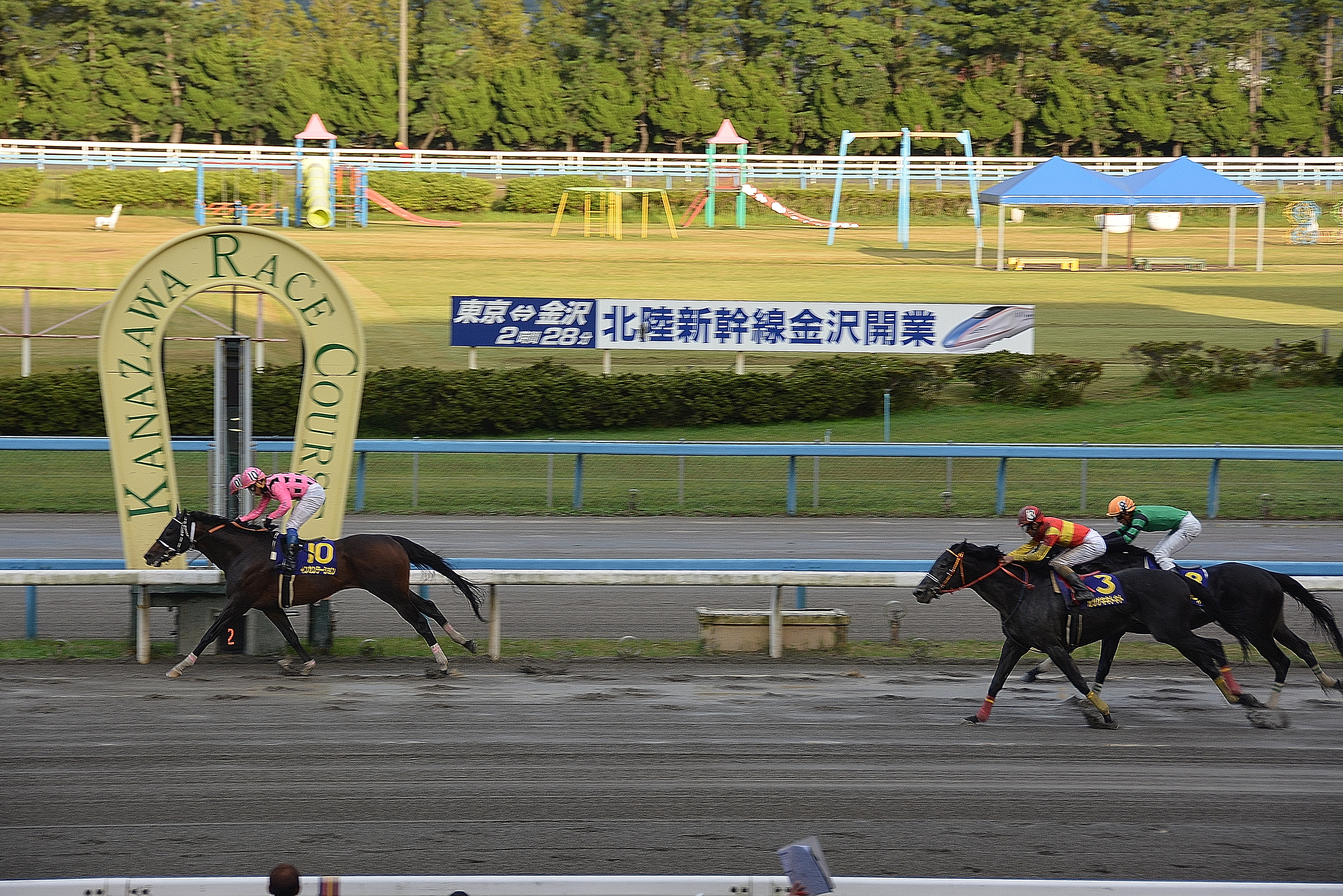
2017年白山大賞典

## 競走成績
| 競走日     | 競馬場 | 競走名          | 格       | 距離（馬場）  | 頭 数 | 枠 番 | 馬 番 | オッズ （人気） | 着順 | タイム （上り3F） | 着差 | 騎手       | 斤量   | 1着馬（2着馬）         |
| ---------- | ------ | --------------- | -------- | ------------- | ----- | ----- | ----- | --------------- | ---- | ----------------- | ---- | ---------- | ------ | ---------------------- |
| 2012.07.14 | 中京   | 2歳新馬         |          | 芝1400m（良） | 15    | 2     | 2     | 133.1（15人）   | 15着 | R1:27.1（37.3）   | -3.2 | 酒井学     | 54kg   | サウンドリアーナ       |
| 0000.10.20 | 京都   | 2歳未勝利       |          | 芝1200m（良） | 15    | 3     | 4     | 111.2（14人）   | 05着 | R1:10.4（35.1）   | -0.6 | 丸山元気   | 55kg   | セルリアンスバル       |
| 0000.11.11 | 京都   | 2歳未勝利       |          | 芝1600m（良） | 13    | 4     | 5     | 030.10（7人）   | 08着 | R1:35.8（36.2）   | -1.1 | C.ルメール | 55kg   | アドマイヤドバイ       |
| 0000.12.01 | 阪神   | 2歳未勝利       |          | ダ1800m（良） | 10    | 7     | 7     | 004.50（3人）   | 01着 | R1:56.1（37.9）   | -0.0 | 国分優作   | 55kg   | （セイスコーピオン）   |
| 2013.01.13 | 京都   | 3歳500万下      |          | ダ1800m（良） | 16    | 2     | 3     | 021.10（9人）   | 08着 | R1:55.0（38.0）   | -1.0 | 国分優作   | 56kg   | ロードクルセイダー     |
| 0000.02.09 | 東京   | 3歳500万下      |          | ダ1600m（良） | 16    | 5     | 9     | 050.8（11人）   | 04着 | R1:38.7（37.4）   | -0.4 | 石橋脩     | 56kg   | ベストウォーリア       |
| 0000.03.09 | 中京   | 沈丁花賞        | 500万下  | ダ1800m（良） | 11    | 5     | 5     | 005.40（4人）   | 01着 | R1:53.0（37.0）   | -0.9 | 大野拓弥   | 56kg   | （モンシュシュ）       |
| 0000.03.31 | 中山   | 伏竜S           | OP       | ダ1800m（良） | 15    | 2     | 2     | 032.00（9人）   | 04着 | R1:53.7（38.3）   | -0.1 | 吉田隼人   | 56kg   | コパノリッキー         |
| 0000.06.30 | 中京   | 御嶽特別        | 1000万下 | ダ1800m（良） | 16    | 3     | 6     | 006.10（3人）   | 03着 | R1:51.0（35.1）   | -0.4 | 小牧太     | 54kg   | サトノプリンシパル     |
| 0000.07.13 | 中京   | 濃尾特別        | 1000万下 | ダ1800m（稍） | 16    | 4     | 7     | 002.30（1人）   | 01着 | R1:50.5（36.6）   | -0.3 | 藤岡康太   | 54kg   | （グッドマイスター）   |
| 0000.08.04 | 新潟   | レパードS       | GIII     | ダ1800m（稍） | 15    | 3     | 5     | 003.30（1人）   | 01着 | R1:50.3（36.7）   | -0.4 | 大野拓弥   | 56kg   | （サトノプリンシパル） |
| 0000.09.15 | 中山   | ラジオ日本賞    | OP       | ダ1800m（不） | 16    | 2     | 3     | 002.90（2人）   | 06着 | R1:50.9（37.1）   | -0.9 | 大野拓弥   | 54kg   | グラッツィア           |
| 0000.11.03 | 京都   | みやこS         | GIII     | ダ1800m（良） | 16    | 6     | 11    | 016.60（7人）   | 02着 | R1:49.2（36.2）   | -0.0 | 大野拓弥   | 55kg   | ブライトライン         |
| 0000.12.01 | 阪神   | JCダート        | GI       | ダ1800m（良） | 16    | 8     | 15    | 035.90（9人）   | 14着 | R1:52.0（37.9）   | -1.6 | 大野拓弥   | 55kg   | ベルシャザール         |
| 2014.07.27 | 札幌   | エルムS         | GIII     | ダ1700m（不） | 13    | 8     | 12    | 034.3（10人）   | 03着 | R1:42.7（36.9）   | -0.8 | 大野拓弥   | 57kg   | ローマンレジェンド     |
| 0000.08.30 | 新潟   | BSN賞           | OP       | ダ1800m（良） | 10    | 5     | 5     | 002.80（2人）   | 01着 | R1:50.6（38.3）   | -0.2 | 大野拓弥   | 57kg   | （ランウェイワルツ）   |
| 0000.09.20 | 新潟   | ラジオ日本賞    | OP       | ダ1800m（良） | 12    | 5     | 5     | 001.40（1人）   | 01着 | R1:51.2（35.7）   | -0.0 | 大野拓弥   | 57kg   | （スターバリオン）     |
| 0000.11.09 | 京都   | みやこS         | GIII     | ダ1800m（良） | 16    | 7     | 14    | 005.50（2人）   | 01着 | R1:50.2（36.0）   | -0.1 | 大野拓弥   | 56kg   | （ランウェイワルツ）   |
| 0000.12.07 | 中京   | チャンピオンズC | GI       | ダ1800m（良） | 16    | 8     | 15    | 008.00（4人）   | 10着 | R1:51.8（36.5）   | -0.8 | 大野拓弥   | 57kg   | ホッコータルマエ       |
| 2015.01.25 | 中京   | 東海S           | GII      | ダ1800m（良） | 14    | 3     | 4     | 004.80（3人）   | 03着 | R1:51.6（36.7）   | -0.7 | 大野拓弥   | 56kg   | コパノリッキー         |
| 0000.02.22 | 東京   | フェブラリーS   | GI       | ダ1600m（良） | 16    | 7     | 14    | 013.80（5人）   | 02着 | R1:36.4（36.2）   | -0.1 | 内田博幸   | 57kg   | コパノリッキー         |
| 0000.05.23 | 京都   | 平安S           | GIII     | ダ1900m（良） | 16    | 1     | 1     | 006.20（4人）   | 01着 | R1:55.1（36.7）   | -0.3 | 内田博幸   | 57kg   | （クリノスターオー）   |
| 2016.01.24 | 中京   | 東海S           | GII      | ダ1800m（良） | 14    | 6     | 7     | 004.30（3人）   | 11着 | R1:54.1（38.6）   | -2.2 | 内田博幸   | 56kg   | アスカノロマン         |
| 0000.11.06 | 京都   | みやこS         | GIII     | ダ1800m（良） | 16    | 5     | 10    | 027.50（9人）   | 08着 | R1:51.0（37.6）   | -0.9 | 藤岡康太   | 56kg   | アポロケンタッキー     |
| 2017.01.22 | 中京   | 東海S           | GII      | ダ1800m（良） | 16    | 3     | 5     | 011.90（4人）   | 12着 | R1:54.2（37.4）   | -1.0 | 藤岡康太   | 56kg   | グレンツェント         |
| 0000.02.19 | 東京   | フェブラリーS   | GI       | ダ1600m（良） | 16    | 8     | 16    | 125.0（15人）   | 13着 | R1:36.5（37.5）   | -1.4 | 藤岡康太   | 57kg   | ゴールドドリーム       |
| 0000.03.26 | 中山   | マーチS         | GIII     | ダ1800m（稍） | 16    | 2     | 4     | 025.4（10人）   | 01着 | R1:52.0（38.3）   | -0.1 | 勝浦正樹   | 57.5kg | （ディアデルレイ）     |
| 0000.05.05 | 船橋   | かしわ記念      | JpnI     | ダ1600m（良） | 10    | 2     | 2     | 006.90（5人）   | 02着 | R1:40.3（38.6）   | -0.4 | 岩田康誠   | 57kg   | コパノリッキー         |
| 0000.10.03 | 金沢   | 白山大賞典      | JpnIII   | ダ2100m（不） | 10    | 8     | 10    | 002.00（1人）   | 01着 | R2:13.6（39.7）   | -0.5 | 岩田康誠   | 56kg   | （カツゲキキトキト）   |
| 0000.11.11 | 東京   | 武蔵野S         | GIII     | ダ1600m（良） | 16    | 7     | 13    | 013.90（6人）   | 01着 | R1:35.5（35.4）   | -0.1 | 三浦皇成   | 57kg   | （サンライズソア）     |
| 0000.12.29 | 大井   | 東京大賞典      | GI       | ダ1600m（良） | 16    | 5     | 10    | 005.90（4人）   | 07着 | R2:05.9（38.5）   | -1.7 | 三浦皇成   | 57kg   | コパノリッキー         |
| 2018.02.18 | 東京   | フェブラリーS   | GI       | ダ1600m（良） | 16    | 3     | 6     | 020.00（6人）   | 03着 | R1:36.1（36.7）   | -0.1 | 三浦皇成   | 57kg   | ノンコノユメ           |
| 0000.05.02 | 船橋   | かしわ記念      | JpnI     | ダ1600m（良） | 12    | 8     | 11    | 002.80（1人）   | 03着 | R1:39.4（37.4）   | -0.2 | 三浦皇成   | 57kg   | ゴールドドリーム       |
| 0000.07.08 | 中京   | プロキオンS     | GIII     | ダ1400m（不） | 14    | 4     | 6     | 004.20（1人）   | 02着 | R1:21.0（35.4）   | -0.7 | 三浦皇成   | 57kg   | マテラスカイ           |
| 0000.11.10 | 東京   | 武蔵野S         | GIII     | ダ1600m（稍） | 16    | 8     | 16    | 007.30（4人）   | 06着 | R1:35.6（36.1）   | -0.9 | 三浦皇成   | 57kg   | サンライズノヴァ       |
| 0000.12.02 | 中京   | チャンピオンズC | GI       | ダ1800m（良） | 15    | 8     | 15    | 075.5（10人）   | 13着 | R1:51.8（37.4）   | -1.7 | 三浦皇成   | 57kg   | ルヴァンスレーヴ       |

- 出典: [24]

## 種牡馬時代
2019年より北海道浦河町のイーストスタッドで種牡馬入り。初年度は33頭に種付けしている。
2022年6月19日水沢3Rでユウユウレラシオンが産駒の地方初勝利を挙げ、同年10月16日には東京1Rでインザストーンが産駒のJRA初勝利を挙げた。

### 主な産駒
- 2020年産
  - セイレジーナ（2022年寒菊賞）[28]
  - ルーンファクター（2023年やまびこ賞、不来方賞）[29]
- 2021年産
  - シトラルテミニ（2023年金沢シンデレラカップ）[30]
  - プラセボ（2024年王冠賞）[31]

## 血統表
| インカンテーションの血統                             | インカンテーションの血統                    | インカンテーションの血統                    | （血統表の出典）                            | （血統表の出典） |
| 父系                                                 | シアトルスルー系                            | シアトルスルー系                            | シアトルスルー系                            | [ § 2 ]          |
| 父 *シニスターミニスター Sinister Minister 2003 鹿毛 | 父の父Old Trieste 1995 栗毛                 | A.P. Indy                                   | Seattle Slew                                | Seattle Slew     |
| 父 *シニスターミニスター Sinister Minister 2003 鹿毛 | 父の父Old Trieste 1995 栗毛                 | A.P. Indy                                   | Weekend Surprise                            |                  |
| 父 *シニスターミニスター Sinister Minister 2003 鹿毛 | 父の父Old Trieste 1995 栗毛                 | Lovlier Linda                               | Vigors                                      | Vigors           |
| 父 *シニスターミニスター Sinister Minister 2003 鹿毛 | 父の父Old Trieste 1995 栗毛                 | Lovlier Linda                               | Linda Summers                               |                  |
| 父 *シニスターミニスター Sinister Minister 2003 鹿毛 | 父の母Sweet Minister 1997 鹿毛              | The Prime Minister                          | Deputy Minister                             | Deputy Minister  |
| 父 *シニスターミニスター Sinister Minister 2003 鹿毛 | 父の母Sweet Minister 1997 鹿毛              | The Prime Minister                          | Stick to Beauty                             |                  |
| 父 *シニスターミニスター Sinister Minister 2003 鹿毛 | 父の母Sweet Minister 1997 鹿毛              | Sweet Blue                                  | Hurry up Blue                               | Hurry up Blue    |
| 父 *シニスターミニスター Sinister Minister 2003 鹿毛 | 父の母Sweet Minister 1997 鹿毛              | Sweet Blue                                  | Sugar Gold                                  |                  |
| 母 *オリジナルスピン Original Spin 1997 鹿毛         | 母の父Machiavellian 1987 黒鹿毛             | Mr. Prospector                              | Raise a Native                              | Raise a Native   |
| 母 *オリジナルスピン Original Spin 1997 鹿毛         | 母の父Machiavellian 1987 黒鹿毛             | Mr. Prospector                              | Gold Digger                                 |                  |
| 母 *オリジナルスピン Original Spin 1997 鹿毛         | 母の父Machiavellian 1987 黒鹿毛             | Coup de Folie                               | Halo                                        | Halo             |
| 母 *オリジナルスピン Original Spin 1997 鹿毛         | 母の父Machiavellian 1987 黒鹿毛             | Coup de Folie                               | Raise the Standard                          |                  |
| 母 *オリジナルスピン Original Spin 1997 鹿毛         | 母の母Not Before Time 1991 栗毛             | Polish Precedent                            | Danzig                                      | Danzig           |
| 母 *オリジナルスピン Original Spin 1997 鹿毛         | 母の母Not Before Time 1991 栗毛             | Polish Precedent                            | Past Example                                |                  |
| 母 *オリジナルスピン Original Spin 1997 鹿毛         | 母の母Not Before Time 1991 栗毛             | Time Charter                                | Saritamer                                   | Saritamer        |
| 母 *オリジナルスピン Original Spin 1997 鹿毛         | 母の母Not Before Time 1991 栗毛             | Time Charter                                | Centrocon                                   |                  |
| 母系(F-No.)                                          | 母系（ファミリーライン）(FN:22号族（22-a）) | 母系（ファミリーライン）(FN:22号族（22-a）) | 母系（ファミリーライン）(FN:22号族（22-a）) | [ § 3 ]          |
| 5代内の近親交配                                      | Mr. Prospector 5×3                          | Mr. Prospector 5×3                          | Mr. Prospector 5×3                          | [ § 4 ]          |
| 出典                                                 | 1. 2. 3. 4.                                 | 1. 2. 3. 4.                                 | 1. 2. 3. 4.                                 | 1. 2. 3. 4.      |

- 甥に2025年マーチステークス勝ち馬のブライアンセンスがいる。
- 父シニスターミニスターは2008年から日本で種牡馬として供用されている。
- 3代母Time Charterはイギリスオークスやキングジョージ6世&クイーンエリザベスステークスなどG1級競走4勝を含む通算9勝。